# Alien (Britney Spears)
Alien è un singolo della popstar statunitense Britney Spears per il suo ottavo album in studio Britney Jean.

## Classifiche
| Paesi       | Posizioni raggiunte |
| ----------- | ------------------- |
| Stati Uniti | 108                 |
| Francia     | 147                 |